# 矮杨梅冬青
矮杨梅冬青（学名：Ilex chamaebuxus）为冬青科冬青属的植物，是中国的特有植物。分布于中国大陆的云南等地，生长于海拔1,100米的地区，一般生于石灰山林中，目前尚未由人工引种栽培。